# Synagogue d'Irkoutsk
La synagogue d'Irkoutsk (en russe : Ирку́тская синаго́га) est une synagogue située dans le district Pravoberejny, rue Karl Liebknecht au n° 27 , à Irkoutsk. C'est la plus ancienne synagogue en Russie ouverte au culte.
La synagogue a été construite en 1882 selon le projet de l'architecte Vladislav Koudelski grâce aux dons des membres de la communauté juive. C'est un édifice à un étage dont le plan est en forme de T. La partie principale donne sur la rue Karl Liebknecht.
De 1924 à 1981, les offices religieux n'y ont plus été célébrés.

## Photos

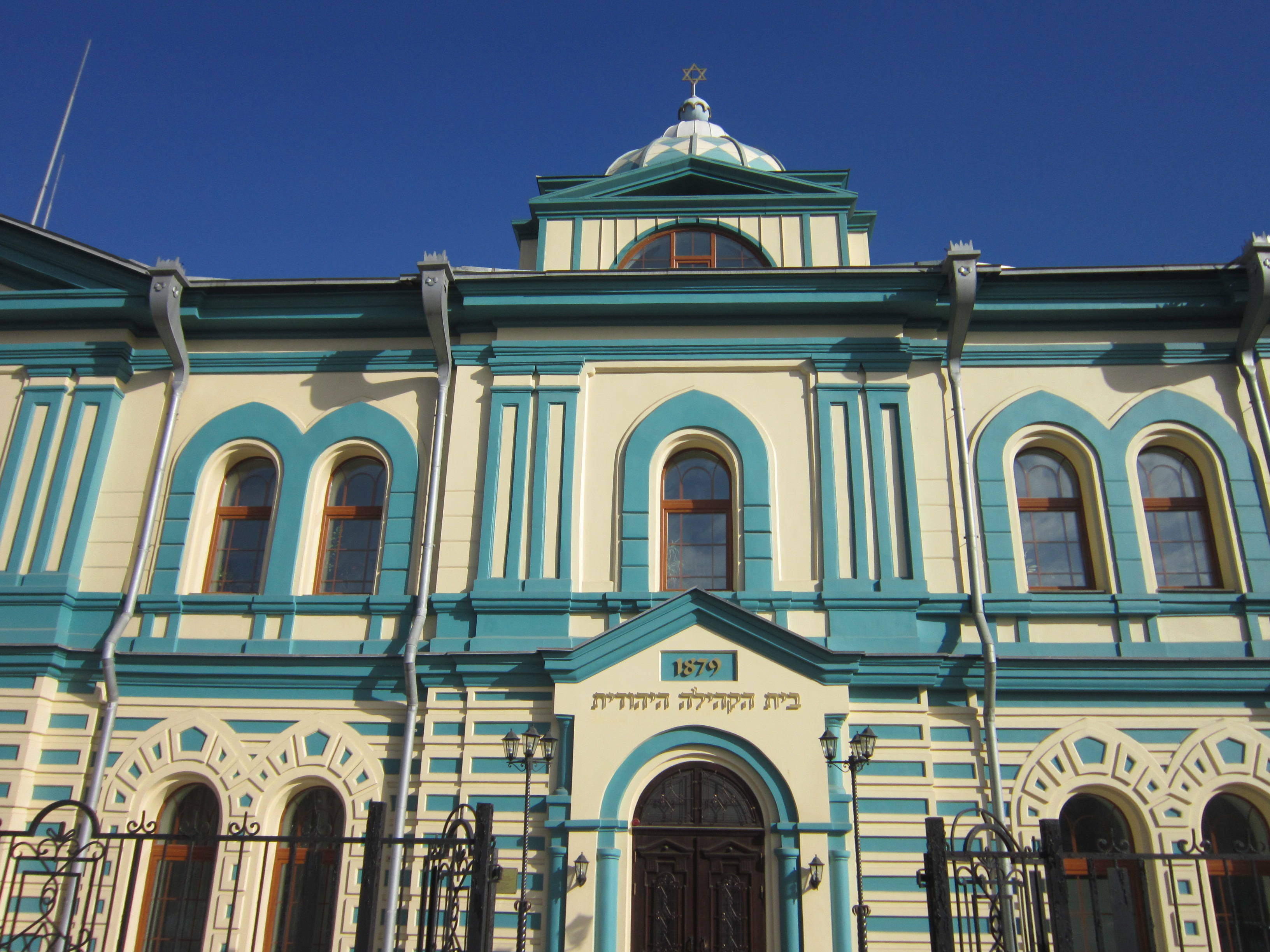
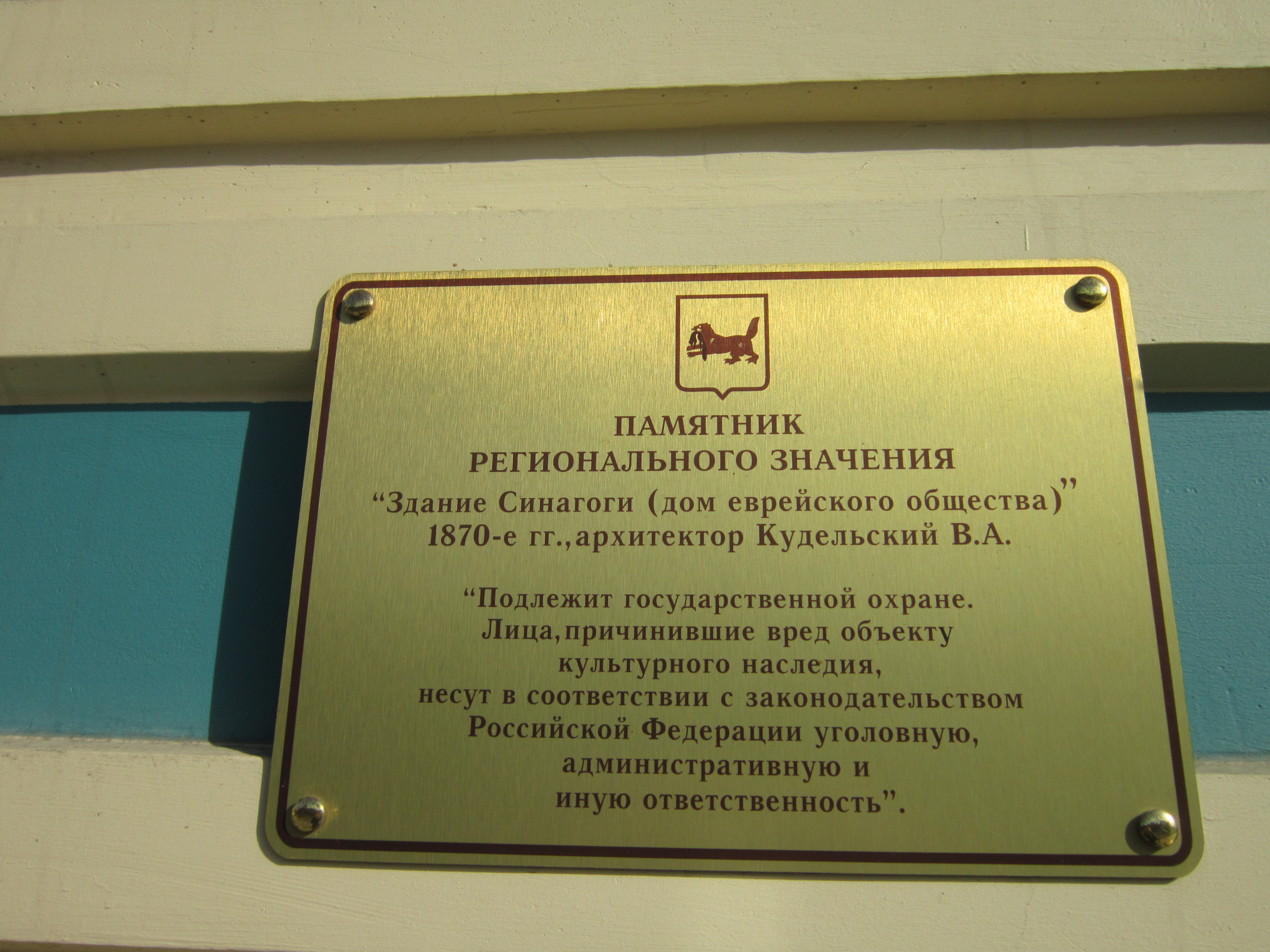
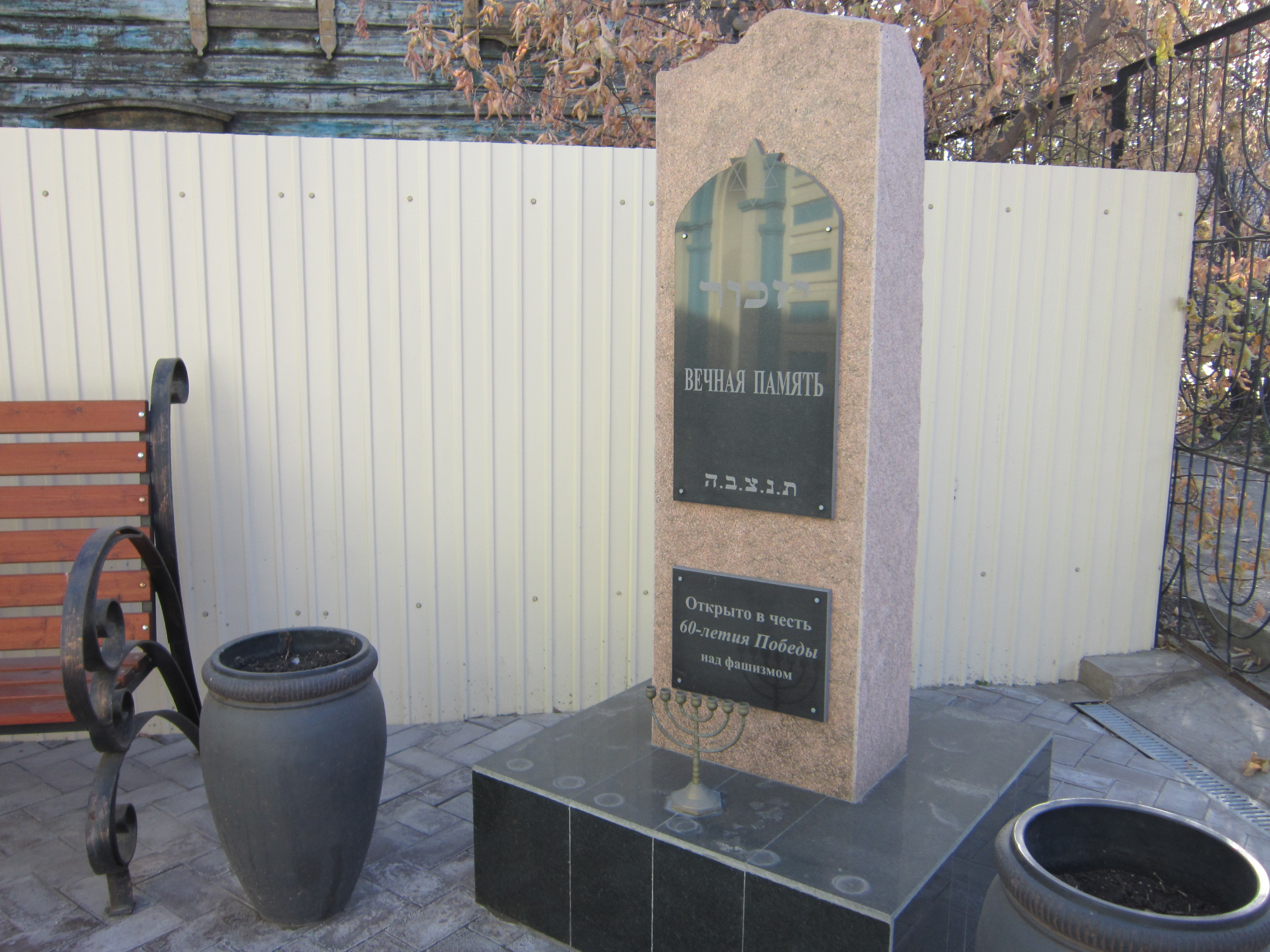
stèle de la mémoire aux victimes du fascisme